# لوکزامبورگ (بلژیک)
کانتون لوکزامبورگ (به فرانسوی: Luxembourg) در منطقه فدرال والوون در کشور بلژیک واقع شده‌است.